# Республіка Фіуме

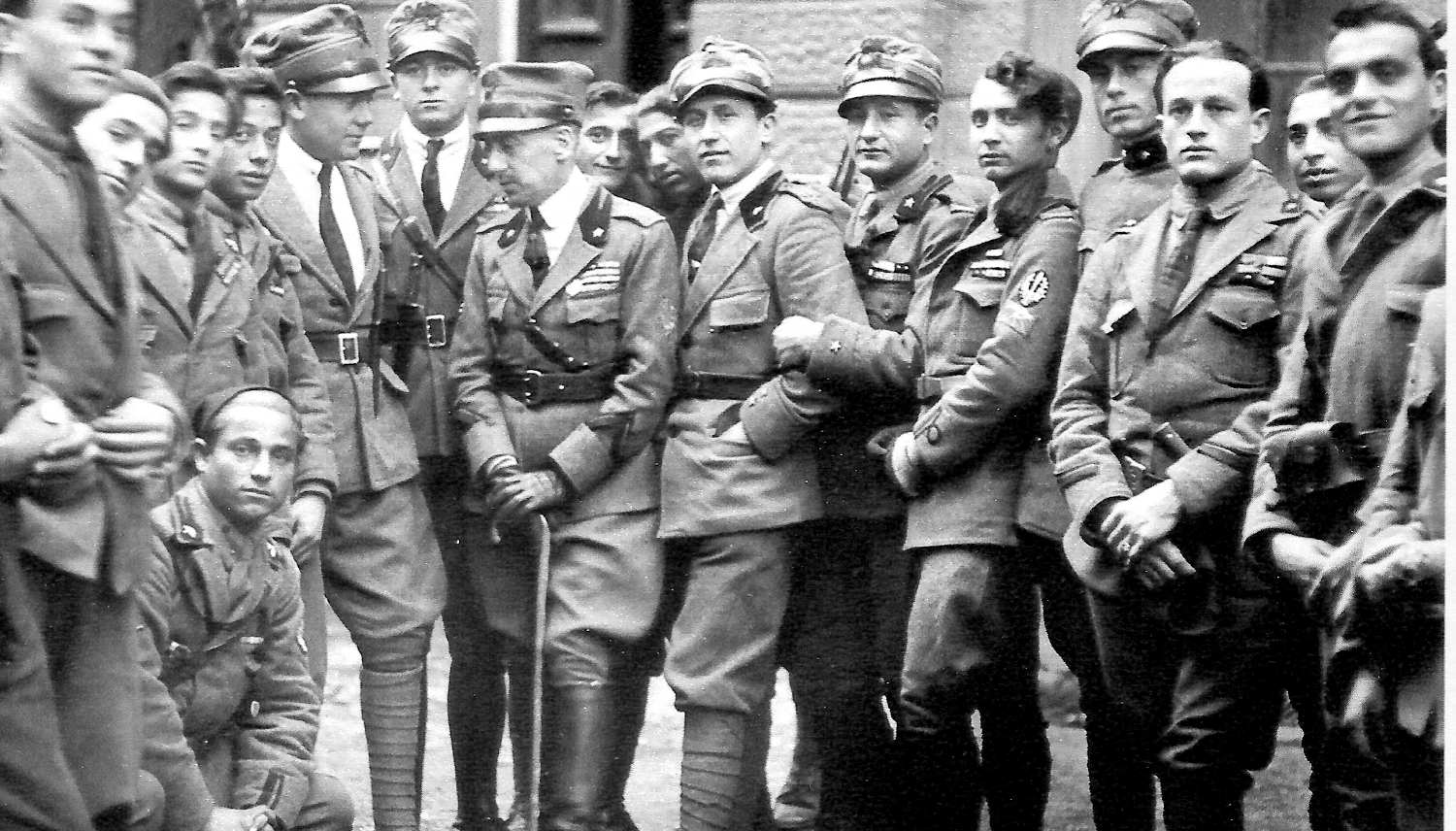
Габріеле д'Аннунціо (у центрі; з тростиною) і кілька «легіонерів» — у цьому випадку колишніх членів корпусу Arditi (ударні війська) італійської армії у Фіуме в 1919. Праворуч від д'Аннунціо, навпроти нього, стоїть лейтенант Артуро Аволіо (командир відомого взводу Arditi часів Першої світової війни).

Фіумська респу́бліка (італ. Reggenza Italiana del Carnaro — Італійське регентство Карнаро) — невизнана держава, заснована 8 вересня 1919 італійським поетом Габріеле д'Аннунціо в місті Фіуме (нині хорватське місто Рієка). Оригінальна назва пов'язана із затокою Кварнер (італ. Golfo del Quarnero), на березі якої розташовано місто. В україномовній літературі частіше має назву «республіка Фіуме».
Після закінчення Першої світової війни за Фіуме, що належав раніше Австро-Угорщині, розгорнулася справжня дипломатична боротьба між Італією і Королівством сербів, хорватів і словенців. Обидві держави вважали місто своєю територією. Доки йшли мирні переговори на Паризькій конференції, Габріеле д'Аннунціо очолив вторгнення італійських націоналістів, змусивши відступити навіть американо-британо-французькі окупаційні сили. Д'Аннунціо наполягав на тому, щоб Італія анексувала Фіуме, проте уряд не пішов на такий крок. Навпаки, Італія під тиском союзників вимушена була оголосити морську блокаду Фіуме, щоб змусити «легіонерів» д'Аннунціо здати місто.
Д'Аннунціо проголосив Фіуме незалежною державою, затвердив конституцію, призначивши себе диктатором («дуче»). Соратником Д'Аннунціо та одним із ключових діячів у цьому авантюристському політичному проєкті виступив італійський льотчик Гвідо Келлер, призначений діючим секретарем (segretario d'azione) та головою (capo) Регентства Карнаро. Окрім символічних державницьких функцій, на практиці Келлер займався роздобуванням матеріальних ресурсів (зокрема, й продовольства) для потреб невизнаної держави. Для цього здійснював нальоти з метою грабунку на села за межами Регентства. Такі діяння офіційно називалися корсарством та офіційно віталися в державі, очолюваній Габріеле д'Аннунціо.
Д'Аннунціо не визнав Рапальський договір, за яким Фіуме оголошувався вільним містом, і сам оголосив Італії війну, проте після бомбардування італійським флотом 30 грудня 1920 вимушений був здати місто.

## Конституція Фіуме
Конституція, написана д'Аннунціо (Хартія Карнаро; італ. Carta del Carnaro) поєднувала в собі елементи анархізму, фашизму і демократії. Д'Аннуціо вважається передвісником італійського фашизму, і в конституції знайшли віддзеркалення його власні політичні ідеали.
Співавтором конституції був анархо-синдикаліст де Амбріс, який і склав основні закони. Д'Аннунціо від себе додав у документ декілька курйозних пунктів, зокрема, обов'язкова музична освіта, яка проголошувалася фундаментом політичного устрою держави. У конституції відбиті принципи корпоративізму. Різні сектори економіки були представлені дев'ятьма корпораціями. Законодавча влада належала парламенту (Arengo del Carnaro), що складався з двох палат: Ради найкращих (Consiglio degli Ottimi) і Ради корпорацій (Consiglio dei Provvisori).